# Hananoi-kun to Koi no Yamai
Hananoi-kun to Koi no Yamai (花野井くんと恋の病 lit. Hananoi-kun y el mal de amores?), conocida en español como Una enfermedad llamada amor o A Condition Called Love en inglés, es una serie de manga japonesa escrita e ilustrada por Megumi Morino.
El manga comenzó a ser serializado en la revista Dessert de Kodansha en diciembre de 2017. Hasta abril de 2021, ha sido recopilado en ocho volúmenes tankōbon.
Una adaptación de la serie de televisión de anime producida por East Fish Studio se emitió de abril a junio de 2024.

## Argumento
Hotaru es una joven de 16 años, de primer año de instituto, que siempre ha sido ambivalente con respecto al amor, prefiriendo tener una vida animada con su familia y amigos. Por eso, cuando ve a su compañero de clase, Hananoi-kun, sentado en la nieve después de una ruptura desordenada y pública, no duda en ofrecerle compartir su paraguas. Pero cuando al día siguiente él la invita a salir en medio de su clase, ella no puede evitar sentir que su vida está a punto de cambiar a lo grande.

## Personajes
Hotaru Hinase (日生 ほたる Hinase Hotaru?)
 Seiyū: Kana Hanazawa, Dani Chambers (Inglés), Any Cemar (español latino)
Es una chica bastante normal que nunca se ha enamorado y ni siquiera cree que pueda enamorarse. Pero después de sentirse un poco conmovida por la persistencia de Hananoi en invitarla a salir, decide darle una oportunidad a salir con él para, con suerte, convertirse en alguien que pueda experimentar el amor.
Saki Hananoi (花野井 颯生 Hananoi Saki?)
 Seiyū: Chiaki Kobayashi, Blake McNamara (Inglés), Aidan Vallejo (español latino)
Hibiki Asami (浅海 響 Asami Hibiki?) / Kyō-chan (きょーちゃん?)
 Seiyū: Yurika Kubo, Kelly Greenshield (Inglés), Montserrat Aguilar (español latino)
Tsukiha Shibamura (柴村 月葉 Shibamura Tsukiha?) / Shibamū (しばむー?)
 Seiyū: Maaya Sakamoto, Ezra Vervin (Inglés), Fernanda Robles (español latino)
Sōhei Yao (八尾 創平 Yao Sōhei?)
 Seiyū: Ryōhei Kimura, Arturo Castañeda (español latino)
Keigo Kurata (倉田 圭悟 Kurata Keigo?)
 Seiyū: Ryōta Ōsaka, Diego Becerril (español latino)
Satomi Satomura (里村 紗都美 Satomura Satomi?)
 Seiyū: Sayumi Suzushiro, Jessica Ángeles (español latino)
Yukihiro Kuroe (黒江 之紘 Kuroe Yukihiro?)
 Seiyū: Kazuyuki Okitsu

## Contenido de la obra

### Manga
La serie está escrita e ilustrada por Megumi Morino. Se estrenó en la edición de febrero de 2018 de la revista Dessert, que se publicó el 2 de diciembre de 2017. El primer volumen se publicó el 11 de mayo de 2018. Hasta abril de 2021, se han lanzado ocho volúmenes tankōbon.
El 8 de marzo de 2020, Kodansha USA anunció que publicaría la serie digitalmente. En español es publicada por Norma Editorial.

### Anime
El 7 de junio de 2023 se anunció una adaptación de la serie de televisión de anime.
Está producida por East Fish Studio y dirigida por Tomoe Makino, con guiones escritos por Hitomi Amamiya, diseños de personajes a cargo de Akiko Satō y música compuesta por Yamazo. Se estrenará en abril de 2024.
El tema de apertura es "Kimi no Sei" interpretado por Sexy Zone, mientras que el tema de cierre es la versión japonesa de "Every Second" interpretada por Mina Okabe. Crunchyroll obtuvo la licencia de la serie fuera de Asia. Netflix obtuvo la licencia de la serie dentro de Asia.
El 13 de marzo de 2024, Crunchyroll anunció que la serie tendría un doblaje en español latino, la cual se estrenó el 25 de abril.